# Tesoro di Hildesheim

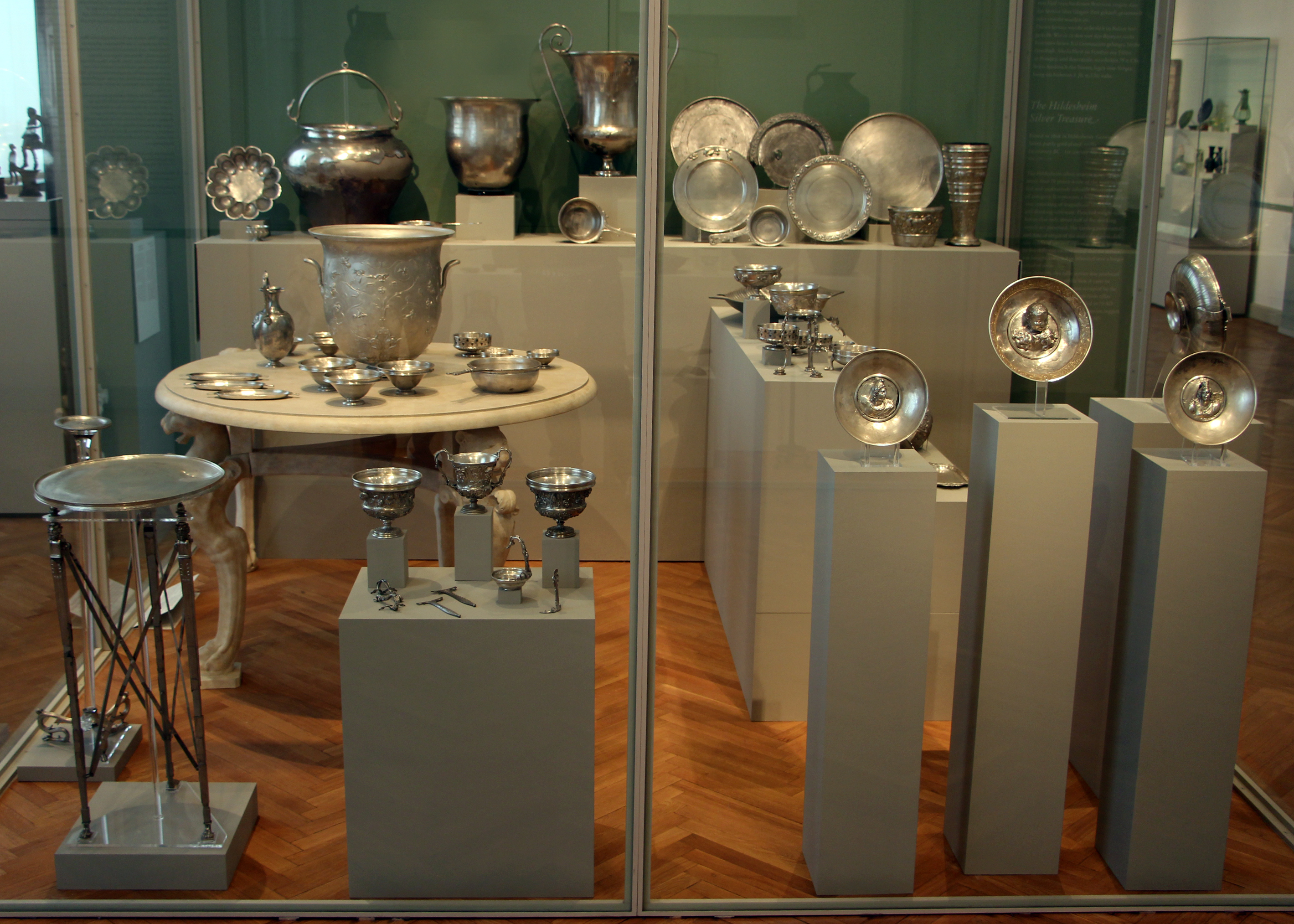
Tesoro di Hildesheim

Cratere argenteo del tesoro di Hildesheim

Il Tesoro di Hildesheim è un'importante scoperta archeologica di vari pezzi romani d'argento risalenti all'età di Augusto, avvenuta nei pressi della città tedesca di Hildesheim. Il tesoro è oggi conservato nell'Altes Museum (Antikensammlung) degli Staatliche Museen di Berlino.

## Descrizione
Il luogo di ritrovamento era allora ai confini dell'Impero ed era composto da oltre 60 pezzi d'argento, forse frutto di un bottino di razzia, come suggeriscono le iscrizioni sui pezzi che rimandano a persone diverse.
Comprende quattro piatti da parata (con piede e senza) che hanno al centro medaglioni con altorilievi più antichi, riutilizzati per il vasellame. Spicca quello di Atena seduta, originale del II secolo a.C. rimontato in epoca augustea; gli altri tre (Attys, Ercole bambino coi serpenti e Cibele) erano probabilmente decorazioni di armature da parata o medaglie militari.
Molti pezzi hanno decorazioni legate al mondo dionisiaco, con tralci e grappoli di vite (set di coppe potorie, brocche) e soprattutto il cratere decorato a sbalzo e rifinito a cesello, con motivi decorativi finissimi che si svolgono armoniosamente su tutta la superficie: grifi sono retrospicienti in posizione araldica da cui diparte un complesso stelo con racemi filiformi composti a girali simmetriche; tra di esse compaiono eroti dediti alla pesca di gamberi e pesci. Si tratta di una decorazione perfettamente inquadrata nell'arte del tempo, confrontabile con la pittura e gli stucchi (come quelli della casa della Farnesina), ma oggi apprezzabile solo dalle fotografie d'epoca o la ricostruzione moderna nel museo, poiché il pezzo venne trafugato nel 1945 e mai più rinvenuto.

## Significato storico
In passato il ritrovamento è stato utilizzato principalmente dai ricercatori locali di Hildesheim come prova per localizzare la battaglia di Varo vicino a Hildesheim. Tuttavia, poiché solo il ritrovamento del tesoro d'argento può essere citato come prova di ciò e mancano ulteriori reperti archeologici, questo viene considerato improbabile. A causa dei ritrovamenti archeologici effettuati dal 1987, la regione di Kalkriese vicino a Osnabrück è il luogo più probabile della battaglia.
Anche per i ricercatori locali è ipotizzabile che il ritrovamento non appartenga all'argenteria da tavola del Varo. Le stoviglie sono troppo piccole per questo, e il generale Varo non avrebbe certamente usato l'argenteria in cui vengono lavorate medaglie di rango inferiore. Non è nemmeno credibile che il ricco Varo, imparentato con la famiglia imperiale, abbia utilizzato un servizio d'argento composto da altre stoviglie. Per la datazione degli oggetti rinvenuti, però, è ipotizzabile che i piatti in questione provenissero dal possesso di un ufficiale dell'esercito augusteo.
Come luogo di provenienza del materiale sono  state ipotizzati due possibili scenari: o il saccheggio avvenuto dopo la battaglia della Foresta di Teutoburgo oppure dal campo legionario di Castra Vetera (vicino all'odierna Xanten) durante l'insurrezione batava. La raccolta ordinata dei materiali al momento del ritrovamento corrisponde piuttosto ad un voluto tentativo di nascondere tali oggetti. Se questo sia stato fatto da un ufficiale romano o da un germanico non potrà mai essere chiarito senza ulteriori scavi.